# Соба историје спорта
Збирка историје спорта формирана је 2005. године, углавном путем поклона појединаца и градских спортских организација. Збирка сада броји преко 5.000 предмета и сваке године се проширује.
Поставка Собе историје спорта отворена је у августу 2008. године и обухвата око 300 предмета (оригинални спортски реквизити и опрема, одличја са такмичења – оригинали и реплике, признања заслужним прегаоцима – спортистима и спортским радницима), као и документа и фотографије спортиста и спортских догађаја свих нивоа – од градских такмичења до олимпијада. 
На паноима је историјат развоја појединих спортских грана (обухваћено је преко 20 појединачних и колективних спортова од најстарије организоване спортске гране у Зрењанину – Стрељачког удружења основаног 1858. године до дисциплине савате (Француски бокс), која се у Зрењанину појављује од 2003. године. 
Посебан део Собе историје спорта посвећен је учесницима олимпијада, на којима су Зрењанинци присутни од самог почетка обнављања олимпијских игара крајем 19. века (кроз делатност Ференца Кемења рођеног у Великом Бечкереку, једног од кључних актера оснивања модерних олимпијских игара).